# Референдум в Венето
Референдум в Венето — не имеющее юридической силы электронное голосование (формально референдум) по отсоединению от Италии области Венеция (Венето), административным центром которой является город Венеция. Организован партией «Независимость Венето». Проходил с 16 по 21 марта 2014 года. Референдум не был признан официально, но пользовался поддержкой президента Венето. По данным организаторов, большинство избирателей (более 2 миллионов) приняли участие в референдуме и более 80 % участвовавших проголосовали за отделение.

## Предпосылки
Венецианская республика была независимой до конца XVIII века и являлась влиятельной державой, контролировавшей основные торговые пути и владевшей множеством колоний в Средиземноморье и за его пределами. В 1797 году Наполеон Бонапарт сверг последнего управляющего республикой дожа и присоединил Венецию к Австрии. В состав Италии Венеция вошла в 1866 году.
Закон о проведении голосования был принят ещё в 2006 году. Согласно опросам общественного мнения, за отделение Венето от Италии выступили две трети населения области, а именно 65 % избирателей. Активисты, призывавшие к проведению референдума, сравнивали его с борьбой за независимость Каталонии и Шотландии. Официальный референдум состоялся в Шотландии 18 сентября 2014 года, а референдум в Каталонии состоялся 1 октября 2017 года. Президент Венето Лука Дзайя сказал, что венецианцы не хотят спонсировать практически в одиночку бедный юг страны, накопивший уже $17 млрд госдолга. Также он заявил, что инициатива голосования исходит от народа, а потому должна уважаться вдвойне. По состоянию на 21 марта 2014г. региональное правительство готовило закон «О независимости Венето», для его принятия необходим голос 31 из 60 членов регионального парламента. Дзайя говорит, что, даже если по результатам настоящего референдума речь и не будет идти о полной независимости, все же Венето может устроить статус автономии в составе Италии.
Президент Комитета за независимость области Венето Джанлуиджи Бузато, сказал, что
За нами 1100 лет истории независимости Венецианской республики. И присоединение к Италии в результате плебисцита 1866 года было больше чем ошибкой. Это преступление, потому что результаты того плебисцита были подтасованы.
Лодовико Пиццати, пресс-атташе общественного объединения plebiscito.eu, организовавшего данный референдум, пояснил, что
Если мы добьемся кворума, то в одностороннем порядке объявим о независимости Венето. На практике с этого момента местные ассоциации промышленников и предпринимателей автоматически перестанут платить налоги в центральную римскую казну. Это произойдет вне зависимости от того, что скажет Рим, с которым мы больше не можем вести переговоры.
Причиной активизации сторонников отделения является, прежде всего, тяжелое налоговое бремя региона, за счет которого спонсируется бедная южная часть Италии. В новое государство должны войти провинции Тревизо, Венеция, Верона, Виченца, Падуя, Беллуно и Ровиго.

## Голосование
Электронное голосование проходило с 16 по 22 марта 2014 года. Имели право голоса и возможность принять участие в референдуме около 3,8 млн человек. Главный вопрос, который был вынесен на референдум, звучит следующим образом: «Поддерживаете ли вы создание независимой, суверенной, федеративной республики Венето?». Наряду с вопросом о независимости, населению было предложено высказать своё мнение относительно членства Венето в Европейском союзе и блоке НАТО.

## Результаты
| Да или нет    | Голосов | Процент  |
| ------------- | ------- | -------- |
| Да            | '       | 89,1 %   |
| Нет           |         | 10,9 %   |
| Всего голосов | *       | 100,00 % |
| Явка          | 63,2% % | 63,2% %  |

| Да или нет    | Голосов | Процент  |
| ------------- | ------- | -------- |
| Да            | '       | 51,4 %   |
| Нет           |         | 48,6 %   |
| Всего голосов | *       | 100,00 % |
| Явка          | 24,6% % | 24,6% %  |

| Да или нет    | Голосов | Процент  |
| ------------- | ------- | -------- |
| Да            | '       | 55,7 %   |
| Нет           |         | 44,3 %   |
| Всего голосов | *       | 100,00 % |
| Явка          | 22,3% % | 22,3% %  |

| Да или нет    | Голосов | Процент  |
| ------------- | ------- | -------- |
| Да            | '       | 64,5 %   |
| Нет           |         | 35,5 %   |
| Всего голосов | *       | 100,00 % |
| Явка          | 19,8% % | 19,8% %  |

Почти 89 процентов респондентов, принявших участие в интернет-голосовании, высказались в пользу создания независимого государства «Республика Венето». Инициаторы голосования объявили о подготовке к проведению референдума на официальном уровне. Президент Венето Лука Дзайя сказал, что для этого необходимо разработать соответствующие законодательные акты, признав, что отсоединение противоречит итальянской конституции, однако апеллирует к праву на самоопределение.